# Non essere cattivo
(Claudio Caligari)
Non essere cattivo è un film del 2015 diretto da Claudio Caligari, terzo e ultimo lungometraggio del regista.
Il film costituisce la chiusura dell'ideale trilogia di Caligari, iniziata con Amore tossico e proseguita con L'odore della notte. Non essere cattivo è un Amore tossico ambientato dodici anni dopo, negli stessi luoghi, e segna quello che lo stesso regista definì la fine del mondo pasoliniano. Caligari, malato di cancro da tempo, morì poco dopo il termine delle riprese.
Il 7 settembre 2015 viene presentato fuori concorso alla 72ª Mostra internazionale d'arte cinematografica di Venezia riscuotendo un buon successo. Il 28 settembre 2015 viene designato come film rappresentante il cinema italiano alla selezione per l'Oscar al miglior film straniero del 2016. Il 18 dicembre 2015 è stato escluso dalla candidatura, non riuscendo a entrare nella short-list.

## Trama
Ostia, 1995. Vittorio e Cesare, due giovani delle borgate romane, si conoscono da sempre e il loro rapporto è più vicino all'essere fratelli che solo amici. Entrambi si dedicano coi loro conoscenti a varie attività illegali nonché al consumo e allo spaccio di stupefacenti, rifiutando la vita da operai e cercando nella droga una via di fuga dai problemi della vita: Cesare, in particolare, vive con la madre e con la nipote Debora, figlia della sorella deceduta a causa dell'AIDS e malata lei stessa.
Una sera Vittorio, dopo aver assunto diverse pasticche, ha una serie di allucinazioni che lo spingeranno a cambiare vita, trovando un lavoro onesto e cercando di coinvolgere Cesare in modo da salvarlo da se stesso. La nuova vita prende lentamente forma, tra difficoltà di ogni tipo (su tutte ricadute nella droga e la malattia della piccola Debora, che peggiora sempre più), ma alla fine i due sembrano davvero riuscire ad adattarsi ad un'esistenza normale: Cesare si mette con Viviana, una ex di Vittorio, mentre questi va a vivere con Linda e suo figlio Tommaso.
Cesare, tuttavia, non riuscirà mai a sopprimere del tutto il desiderio di tornare ad essere quello di prima: devastato dal dolore dopo la morte della piccola Debora, rientrerà nel mondo della droga e morirà dopo un tentativo di rapina.
Un anno dopo Vittorio è sistemato con Linda e cresce Tommaso come figlio suo; incontrerà Viviana e suo figlio, chiamato come il padre.

## Produzione
La realizzazione di Non essere cattivo è avvenuta anche grazie al supporto di Valerio Mastandrea, amico del regista e attore protagonista in L'odore della notte, sempre per la regia di Caligari. L'attore ha terminato il lavoro sul film a causa della prematura scomparsa del regista, deceduto poco dopo il termine delle riprese.
All'inizio della produzione del film, Luca Marinelli era stato scelto per interpretare Vittorio ed è passato al ruolo di Cesare dopo l'ingresso di Alessandro Borghi.
Tra i numerosi interventi di Mastandrea a supporto di Caligari per la realizzazione del suo ultimo film, il 3 ottobre 2014, il quotidiano Il Messaggero ha pubblicato una sua lettera aperta indirizzata al regista Martin Scorsese (chiamato per l'occasione Martino, proprio come faceva Caligari), tesa a cercare di sollevare un piccolo polverone mediatico per supportare Caligari nell'intento di completare il suo ultimo film. Un appello a cui il regista americano non ha mai risposto ma che, in qualche modo, è riuscito ugualmente a raggiungere il suo obiettivo.

## Modelli e riferimenti
La storia di Non essere cattivo e, in particolare, il destino opposto dei due protagonisti è ispirato al film Mean Streets - Domenica in chiesa, lunedì all'inferno di Martin Scorsese.
Molte scene del film sono state girate negli stessi luoghi di Amore tossico: entrambe le pellicole iniziano con la stessa scena (Cesare corre verso Vittorio che è seduto sulla balaustra del pontile della Vittoria di Ostia e discutono per un gelato: in Amore tossico questa scena veniva interpretata alla stessa maniera da Ciopper ed Enzo nello stesso luogo e con le stesse inquadrature).
Il nome di Vittorio è un riferimento all'omonimo protagonista di Accattone di Pier Paolo Pasolini, mentre Cesare è un'autocitazione del regista da uno dei protagonisti di Amore tossico. Diversi aspetti della trama richiamano inoltre quella del film Morte di un amico di Franco Rossi, la cui stesura del soggetto vide la partecipazione proprio di Pasolini.

## Distribuzione
Dopo essere stato presentato fuori concorso alla 72ª Mostra internazionale d'arte cinematografica di Venezia, è stato distribuito nelle sale cinematografiche italiane l'8 settembre 2015 in circa sessanta copie, distribuito da Good Films.

## Accoglienza

### Incassi
Nel primo weekend di programmazione nelle sale, il film ha incassato 85000 €. Il film ha incassato complessivamente 582081 € (dato aggiornato al 6 dicembre 2015).

### Critica
Caligari immaginava il film come la terza parte di una ideale trilogia iniziata con Accattone e seguita da Amore tossico, come se il protagonista di Accattone decidesse a un certo punto di mollare la vita d'espedienti e andare a lavorare. Il 1995 è idealmente l'anno di passaggio, tra l'epoca dell'eroina del primo film e quella delle droghe sintetiche e poi nuovamente l'eroina, ma questa volta da sniffare, non più per endovena. Secondo la sceneggiatrice Francesca Serafini, «è anche il fallimento dell'ideologia del lavoro: il lavoro era uno dei punti di partenza del film. In questo suo terzo film Accattone prova a lavorare, ma se fai il manovale in borgata i soldi non bastano per vivere, l'unico modo è essere cattivo. Caligari fa perdere ai suoi personaggi parte del candore raccontato da Pasolini».
Il film ha avuto generalmente un'ottima accoglienza da parte della critica. Paolo Mereghetti sul Corriere della Sera ha elogiato il film per la sceneggiatura che «riesce a evitare un registro troppo naturalistico, fermandosi sempre un attimo prima di cadere nel compiacimento effettistico», la regia di Caligari che riesce a far «appassionare ai personaggi e alle loro storie ma non per questo impedendoci di giudicare le loro azioni» e infine la «recitazione efficace e però controllatissima» soprattutto dei quattro protagonisti, «tutti eccellenti», in particolar modo Luca Marinelli (). Concita De Gregorio su La Repubblica dell'8 settembre 2015 scrive: «[...] i corpi e le voci. Non sono quelli di Accattone, è vero. Sono quelle dei figli dei suoi figli. [...] Più di mezzo secolo dopo Claudio Caligari mette in scena l'esito finale del mondo pasoliniano. I nipoti di Accattone hanno i corpi e le voci di Luca Marinelli e Alessandro Borghi che più che interpretare, incarnano i ventenni-bambini cresciuti in un posto dove non c'è nient'altro che tutto quel che manca. [...] È il più bel film italiano visto finora a Venezia, e uno dei più riusciti in assoluto. Fuori concorso, però».
Anche Mariarosa Mancuso de Il Foglio ha elogiato l'opera postuma del regista, concentrandosi anch'essa in particolare sulla «naturalezza e la precisione» recitativa dei due protagonisti maschili che hanno «una presenza capace di bucare lo schermo», augurandosi che «non restino appiccicati ai ruoli da piccolo delinquente pasoliniano», sulla regia di Caligari «bravissimo a scatenarli evitando lo scivolamento nella caricatura» e sui «dialoghi in romanesco, così ben scritti da sembrare improvvisati».
Emiliano Morreale de L'Espresso parla di un film come «un oggetto indefinibile, insieme raffinato e popolare. E soprattutto è un film vero, di un vero regista». Elogia il montatore il cui lavoro «tiene in piedi tutto con efficacia», la recitazione di Marinelli e Borghi definita «una delle migliori performance d'attori del cinema italiano recente», per come danno «forza [al] film [e riescono a] creare scene forti». Andrea Chimento de Il Sole 24 Ore elogia anche lui la recitazione di Marinelli, la sceneggiatura e i dialoghi (in particolare nella parte centrale), il lavoro del regista nel «notevole talento visivo» e nella «capacità non banale di gestire al meglio i tempi di montaggio», criticando però alcuni cliché narrativi, che però sono offuscati dalle emozioni provocate, soprattutto nel finale.

## Riconoscimenti
- 2016 - David di Donatello
  - Miglior sonoro a Angelo Bonanni
  - Candidatura a Miglior film
  - Candidatura a Miglior regista a Claudio Caligari
  - Candidatura a Migliore sceneggiatura a Claudio Caligari, Giordano Meacci e Francesca Serafini
  - Candidatura a Miglior produttore a Kimerafilm, Taodue Film, Andrea Leone Films
  - Candidatura a Migliore attore protagonista a Luca Marinelli
  - Candidatura a Migliore attore protagonista a Alessandro Borghi
  - Candidatura a Migliore attrice non protagonista a Elisabetta De Vito
  - Candidatura a Migliore fotografia a Maurizio Calvesi
  - Candidatura a Miglior colonna sonora a Paolo Vivaldi con la collaborazione di Alessandro Sartini
  - Candidatura a Migliore canzone originale (A cuor leggero) a Riccardo Sinigallia
  - Candidatura a Migliore scenografia a Giada Calabria
  - Candidatura a Migliori costumi a Chiara Ferrantini
  - Candidatura a Miglior trucco a Lidi Mini
  - Candidatura a Migliori acconciature a Sharim Sabatini
  - Candidatura a David Giovani a Claudio Caligari
- 2016 - Nastro d'argento
  - Film dell'anno a Valerio Mastandrea, Luca Marinelli e Alessandro Borghi
  - Migliore fotografia a Maurizio Calvesi
  - Miglior sonoro in presa diretta a Angelo Bonanni
  - Miglior produttore a Pietro Valsecchi
  - Candidatura a Migliore canzone originale (A cuor leggero) a Riccardo Sinigallia
- 2016 - Globo d'oro
  - Candidatura a Miglior film a Claudio Caligari
- 2015 - Mostra internazionale d'arte cinematografica di Venezia
  - Premio Pasinetti al Miglior film a Claudio Caligari
  - Premio Pasinetti al Migliore attore a Luca Marinelli
  - Premio FEDIC a Claudio Caligari
  - Premio "Gianni Astrei" a Claudio Caligari
  - Premio Sorriso Diverso Venezia 2015 - Miglior film italiano a Claudio Caligari
  - Premio Schermi di Qualità - Carlo Mazzacurati a Claudio Caligari
  - Premio Premio Assomusica "Ho Visto una Canzone" (A cuor leggero) a Riccardo Sinigallia
  - Premio Gillo Pontecorvo a Claudio Caligari
  - Premio NuovoImaie Talent Award - Miglior attore italiano esordiente a Alessandro Borghi
- 2016 - Bari International Film Festival
  - Premio Franco Cristaldi - Miglior produttore a Kimerafilm
  - Premio Vittorio Gassman - Miglior attore protagonista a Luca Marinelli
- 2016 - premio colonnesonore.net - migliore musica per film italiano a Paolo Vivaldi con la collaborazione di Alessandro Sartini
- 2016[16] - Ciak d'oro
  - Miglior produttore a Valerio Mastandrea
  - Rivelazione dell'anno a Greta Scarano e Alessandro Borghi
- 2016 - Bobbio Film Festival
  - Premio "Gobbo d'oro" al Miglior Film a Claudio Caligari
  - Premio Migliore Attore (ex aequo) a Luca Marinelli e Alessandro Borghi